# Gascogne Papier
Gascogne Papier (anciennement les Papeteries de Gascogne) est une société dont le siège se situe dans la commune de Mimizan, dans le département français des Landes. Appartenant au groupe Gascogne, elle est le leader mondial des papiers kraft naturels frictionnés.

## Historique
Le Groupe Gascogne est fondé en 1925 par des propriétaires forestiers désireux de valoriser leur bois en fabriquant du papier kraft et des sacs d’emballage. Ce groupement est réalisé à l'initiative de Emmanuel Delest, adjoint au maire de Mimizan et de son beau-frère Alphonse Bacon, notaire à Labouheyre. Le sénateur Cadilhon joue aussi un rôle important. Les banques régionales apportent un soutien décisif. Les fondateurs de Gascogne veulent produire du papier kraft, comme cela se fait déjà aux États-Unis et au Canada. L'activité débute en mai 1925 à Mimizan.
En même temps que les Papeteries de Gascogne est créé un émissaire se déversant directement dans l'océan à hauteur des étangs de la Malloueyre. Cette structure ne fait pas l'unanimité à cause du rejet d'eaux usées directement dans l'océan.

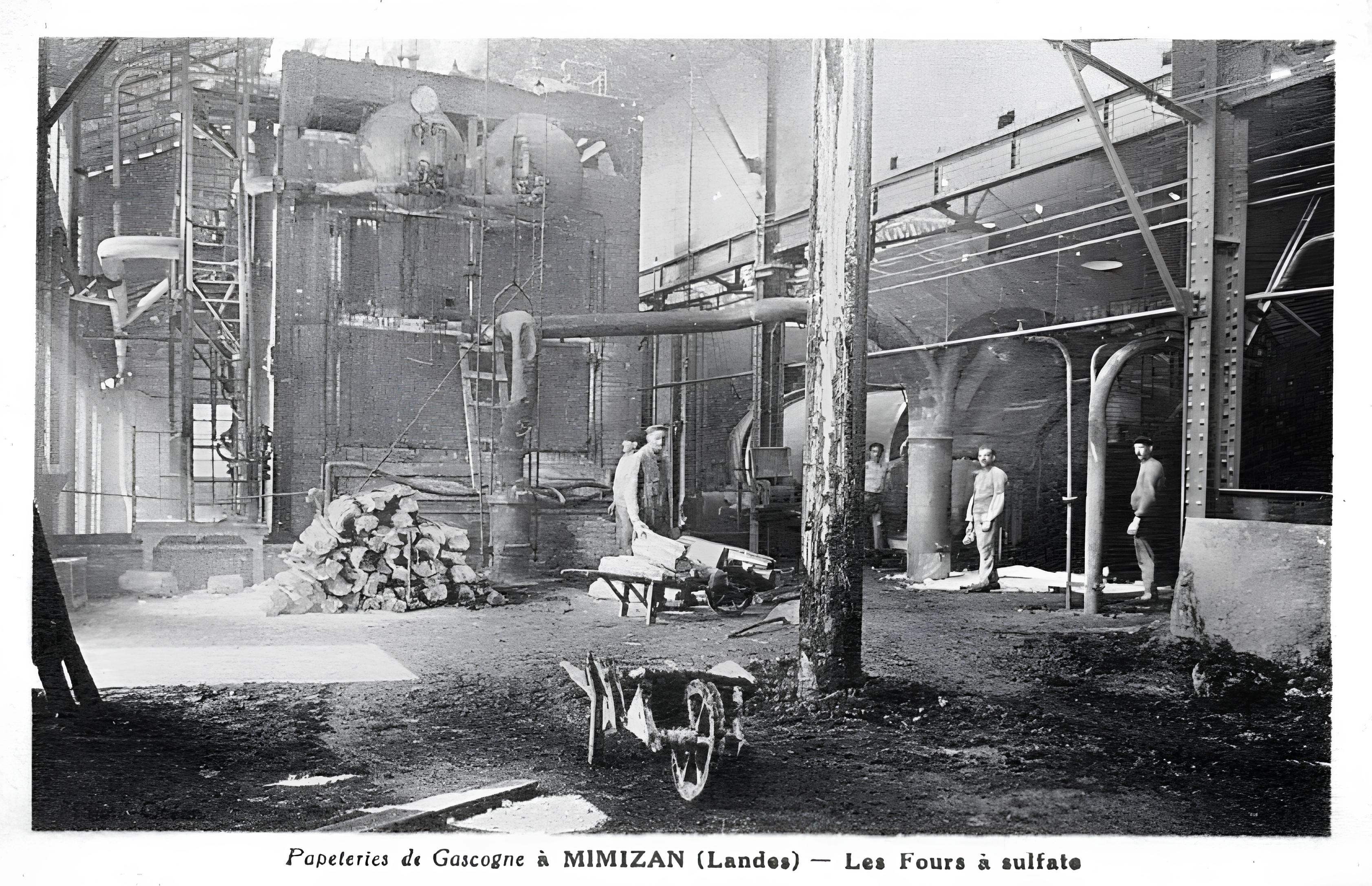
Les fours à sulfate de la papeterie de Mimizan

En 1957, la société achète le château de Moumour, au pied des Pyrénées, près du gave d'Oloron, pour y faire une colonie de vacances. L'activité sacs de la papeterie, connue sous le nom de Gascogne Sack, existe depuis 1957. L'usine loue aussi puis achète le château Woolsack au bord du lac d’Aureilhan.
Depuis 2006, afin d'accompagner son développement international, Papeteries de Gascogne est renommé Gascogne Papier.
En 2013, le groupe écope d'une amende de 13,2 millions d'euros pour entente illicite. La même année, le groupe est au bord du dépôt de bilan, puis après une restructuration en 2014, le groupe renoue avec les bénéfices en 2015. En 2023, le groupe investit dans une nouvelle machine à papier destinée à remplacer les trois machines existantes.

## Production
La production annuelle sur le site de Mimizan est de 150 000 tonnes de pâte à papier et de plus de 150 000 tonnes de papier kraft naturel pour emballage, conditionnement et applications industrielles (l'usine de Mimizan, qui emploie 1000 personnes, produit 400 tonnes par jour de papier kraft).
Pour fabriquer sa pâte à papier, le site valorise en effet les productions forestières issues des coupes d’éclaircies réalisées dans la forêt des Landes, ainsi que les copeaux et sous-produits des industriels du meuble, de la charpente et du sciage de la région. Tous les produits sont biodégradables et recyclables.
La production commence par la réduction des troncs d'arbres en copeaux de 1 à 2 cm. Écorcés et lavés dans un tambour écorceur, les billons de bois sont ensuite engloutis par un broyeur. Pour obtenir de la pâte à papier, composée de cellulose, les copeaux de bois cuisent dans un mélange d'hydroxyde de sodium et de sulfure de sodium. L'opération consiste à séparer la lignine de la cellulose. Le liquide résiduel est réutilisé pour la cuisson du bois. La pâte obtenue est diluée avant d'être envoyée sur les machines à papier afin d'obtenir un profil uniforme. La pâte est pressée puis séchée afin d'en extraire l'eau jusqu'à obtention d'un rouleau de papier. Les rouleaux sont essentiellement transformés sur site en papiers techniques (résistant à l'humidité, aux graisses, papier cuisson), sacs d'emballage de matériaux de construction, d'emballage alimentaire ou sont revendus bruts.